# Zeriassa purcelli
Zeriassa purcelli är en spindeldjursart som beskrevs av Hewitt 1914. Zeriassa purcelli ingår i släktet Zeriassa och familjen Solpugidae. Inga underarter finns listade i Catalogue of Life.